# Czeretiw
Czeretiw (ukr. Черетів) – wieś na Ukrainie, w obwodzie iwanofrankiwskim, w rejonie wierchowińskim.